# 1014
| 1014               |
| ------------------ |
| Dødsfald - Fødsler |
| • Begivenheder     |

| Gregoriansk kalender | 1014 MXIV               |
| Ab urbe condita      | 1767                    |
| Armensk kalender     | 463 ԹՎ ՆԿԳ              |
| Kinesiske kalender   | 3710 – 3711 癸丑 – 甲寅 |
| Etiopisk kalender    | 1006 – 1007             |
| Jødisk kalender      | 4774 – 4775             |
| Hindukalendere       |                         |
| - Vikram Samvat      | 1069 – 1070             |
| - Shaka Samvat       | 936 – 937               |
| - Kali Yuga          | 4115 – 4116             |
| Iransk kalender      | 392 – 393               |
| Islamisk kalender    | 404 – 405               |

Konge i Danmark: Svend Tveskæg 986/87-1014 og Harald 2. 1014-1018
Se også 1014 (tal)

## Begivenheder
- Harald 2. bliver konge i Danmark

## Dødsfald
- 3. februar – Svend 1. Tveskæg, dansk og engelsk konge